# Fiat Argenta
De Fiat Argenta is een personenauto in de hogere middenklasse, geproduceerd tussen 1981 en 1985 door de Italiaanse autofabrikant FIAT. De Argenta was een grondig herziene versie van de Fiat 132 en de laatste in serie geproduceerde Fiat sedan met achterwielaandrijving.

## Geschiedenis
Op basis van de 132 werd een nieuw model uitgebracht, de Argenta, dat de laatste achterwielaangedreven sedan van Fiat zou worden. Alle carrosseriedelen van de Argenta verschilden van die van de 132, op de deuren na (ook de 132-deurgrepen werden weer gebruikt, maar nu aan de andere zijde gemonteerd, zodat ze op de Argenta 'achterstevoren' zaten). Ten opzichte van voorganger 132 en de destijds verkrijgbare Fiat 131 Mirafiori werd het aantal opties uitgebreid met stuurbekrachtiging, elektrisch bedienbare ruiten en centrale deurvergrendeling. 
In 1984 werd de Argenta gefacelift. De voorzijde werd vernieuwd en de Argenta kreeg nieuwe bumpers en een grille in de nieuwe huisstijl met vijf strepen. Er kwamen ook twee nieuwe motoren: Fiat's eerste turbodiesel motor van 2.5-liter en voor de sportieve Argenta VX een 2.0-liter motor met compressor. Beide modellen hadden schijfremmen rondom en een tankinhoud van 70 liter in plaats van 60 liter.
De Argenta bleef in productie tot 1985 waarna de Fiat Croma hem opvolgde. 

## Trivia
In februari 1984 leverde Fiat aan de Chinese autoriteiten 400 donkerblauwe Argenta's met 2-liter motor. Ze werden verscheept naar de haven van Tianjin. Op dat moment was dit het grootste aantal auto's dat een westers land ooit in één contract leverde aan China. Het persbericht meldde dat ze waren voorzien van alle mogelijke voorzieningen die konden zorgen voor robuustheid en comfort, zelfs op zeer slechte wegen.

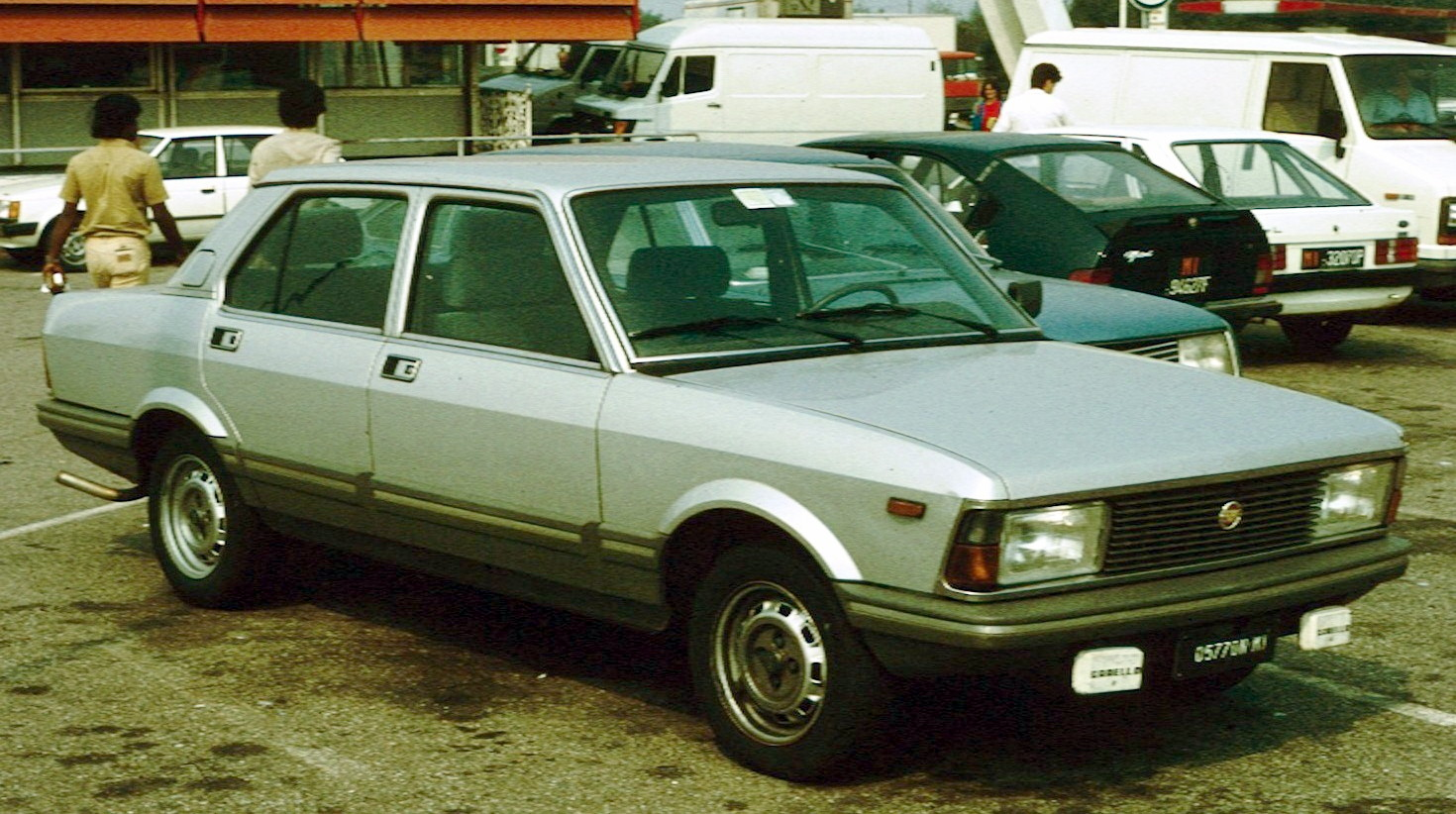
Fiat Argenta
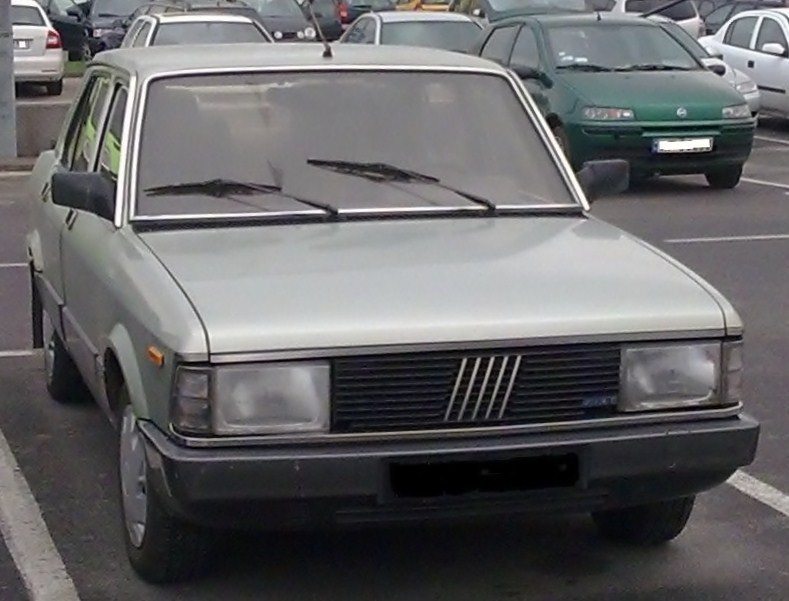
Fiat Argenta van na de facelift
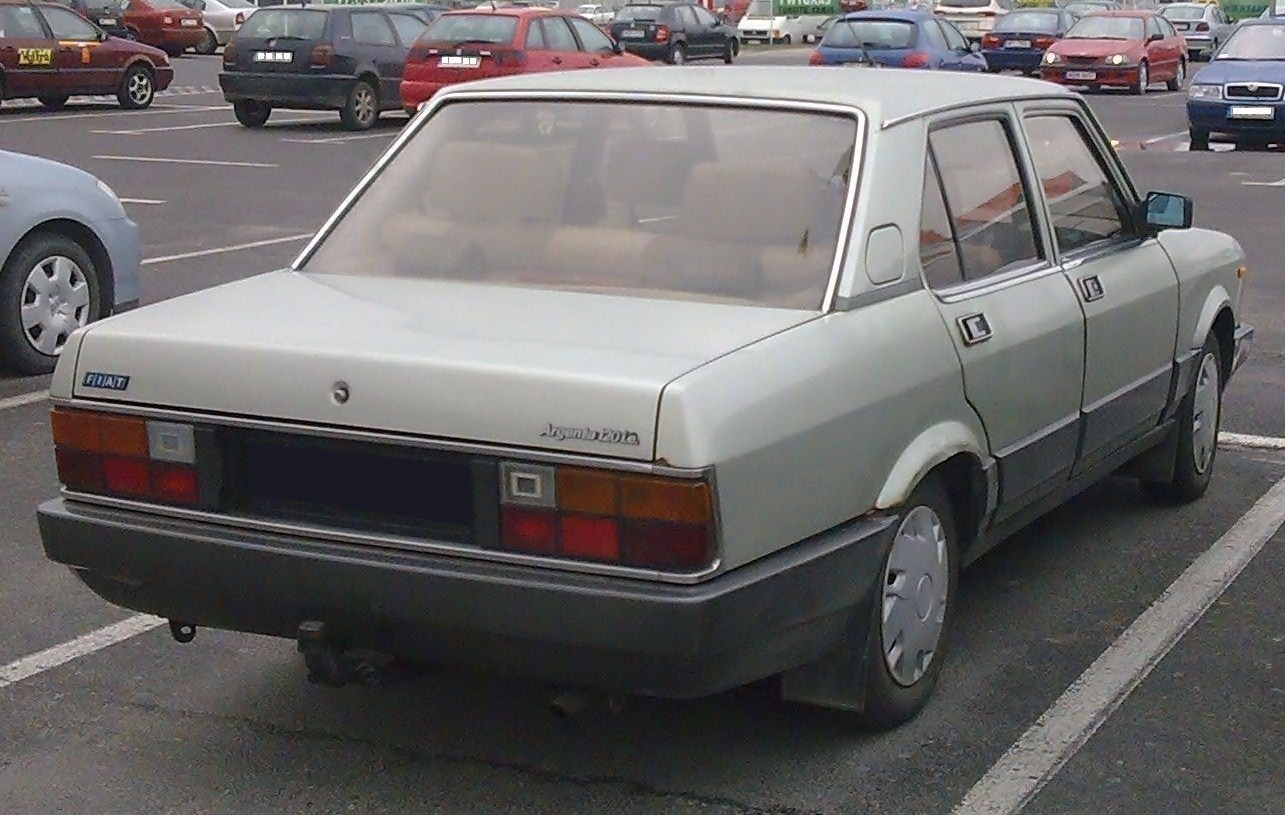
Fiat Argenta van na de facelift